# Gianni Vernetti
Gianni Vernetti (Torino, 27. studenog 1960.) talijanski je novinar i političar. Član je Demokratske stranke.
Bio je izabran u Parlament 2001. i 2008. i u Senat 2006. u 2006. Oženjen je novinarkom Laurom De Donato. Imaju četvero djece.
Od svibnja 2020. kolumnist je lista La Repubblica gdje piše mnoge uvodnike, izvještaje i intervjue u kojima opisuje najvažnije globalne krize, rastuću konfrontaciju između demokracija i autoritarnih režima, nove prijetnje međunarodnoj sigurnosti.
U ožujku 2022. objavio je knjigu Dissidenti za Rizzoli gdje analizira rastuću konfrontaciju između demokracija i autokracija prateći čitatelja na putovanju kroz planine Kurdistana, gdje su kurdski borci porazili džihadističku miliciju ISIL-a; na obroncima Himalaje, gdje je šačica hrabrih redovnika spasila tisućljetnu tibetansku kulturu; u maloj i borbenoj Litvi, koja je iskusila totalitarizam 20. stoljeća, a danas prima disidente iz Rusije i Bjelorusije; na otoku Tajvanu, koji se protivi kineskom autoritarizmu.